# Arnolds Park, Iowa
Arnolds Park là một thành phố thuộc quận Dickinson, tiểu bang Iowa, Hoa Kỳ. Năm 2010, dân số của thành phố này là 1126 người.

## Dân số
Dân số qua các năm:
- Năm 2000: 1162 người.
- Năm 2010: 1126 người.